# Will Levis
(en) Statistiques sur pro-football-reference
William Donovan Levis, né le 27 juin 1999 à Newton (Massachusetts), est un joueur américain de football américain évoluant au poste de Quarterback en National Football League (NFL) pour la franchise des Titans du Tennessee.
Auparavant il avait joué au niveau universitaire  au sein de la NCAA d'abord pour les Nittany Lions de Penn State (2018-2020) puis pour les Wildcats du Kentucky (2021-2022).